# Juillet 1969
Cette page présente les faits marquants du mois de juillet 1969.

## Évènements
- 1er juillet : grande cérémonie à Caernarfon en présence de la famille royale britannique où l'héritier du trône Charles est intronisé prince de Galles.

- 5 juillet :
  - Le ministre de la Planification économique et du développement du Kenya Tom Mboya est assassiné en pleine rue à Nairobi.
  - Première édition du festival panafricain qui s'est déroulé à Alger. De grands défilés artistiques dans les rues de la ville et des représentations musicales venant de tous les coins de l'Afrique sous le signe des mouvements de libération des pays africains opprimés à l'époque.
  - Concert gratuit des Rolling Stones à Hyde Park (deux jours après la mort de Brian Jones) - 500 000 personnes présentes (autant qu'à Woodstock quelques mois plus tard)

- 6 juillet (Formule 1) : victoire du britannique Jackie Stewart sur une Matra-Ford au Grand Prix automobile de France.

- 7 juillet : loi sur les langues officielles. L’anglais et le français deviennent les deux langues officielles du Canada. Le Nouveau-Brunswick adopte le bilinguisme.

- 11 au 13 juillet, France : congrès d'Issy-les-Moulineaux : la SFIO devient le PS (Parti Socialiste).

- 12 juillet, France : l'Union nationale interuniversitaire (UNI) est officiellement créée.

- 14 juillet : guerre de Cent Heures ou guerre du « football » entre le Salvador et le Honduras. Mobilisation nationale en faveur de la démocratie avivée par la guerre du « football » au Honduras.

- 18 juillet : le sénateur démocrate Ted Kennedy survit à un accident de voiture, mais sa passagère Mary Jo Kopechne meurt noyée. Scandale.

- 19 juillet (Formule 1) : Grand Prix automobile de Grande-Bretagne.
- 20 juillet : Eddy Merckx remporte son premier tour de France

- 21 juillet : premiers pas sur la Lune pour Neil Armstrong à 2:56:20 UTC (le 20 aux États-Unis, 20 h 56 min 20 s à Houston) puis Buzz Aldrin un quart d'heure plus tard. Les astronautes, après un atterrissage mouvementé dans la mer de la Tranquillité, font leurs premiers pas sur la Lune. Armstrong, qui est le premier à sortir du module lunaire, prononce sa phrase devenue depuis célèbre : « C'est un petit pas pour (un) homme, un bond de géant pour l'Humanité ».

- 22 juillet (Espagne) : le général Franco désigne son successeur avec l'assentiment des Cortes : le prince don Juan Carlos de Bourbon.

- 25 juillet : 
  - À Guam, le président Nixon énonce une doctrine selon laquelle les peuples victimes d’une agression communiste non nucléaire devront d’abord se défendre eux-mêmes et qu’ils ne pourront plus compter sur l’aide directe des soldats américains.
  - Guerre du Viêt Nam : Richard Nixon lance la « Doctrine Nixon » de désengagement progressif. C'est le début de la « vietnamisation » de la guerre.

- 26 juillet - 2 aout : le 54e congrès mondial d'espéranto a lieu à Helsinki.

- 29 juillet[1] : accords de Yaoundé (II) sur le développement.

## Naissances
- 5 juillet : Marc-Olivier Fogiel, animateur télé, français.
- 7 juillet : Joe Sakic, joueur de hockey.
- 7 juillet : Nathalie Simard, chanteuse québécoise.
- 10 juillet : Jonas Kaufmann, chanteur d'opéra allemand.
- 11 juillet : Corentin Martins, footballeur et entraîneur français.
- 12 juillet : Dave Batters, homme politique fédéral.
- 13 juillet : 
  - Christine Kelly, journaliste de télévision et écrivain française.
  - Mehran Mehrnia, musicien et compositeur iranien.
- 20 juillet : Josh Holloway, mannequin et acteur américain.
- 22 juillet : Nathalie Yamb, militante politique suisso-camerounaise.
- 23 juillet : 
  - Andrew Cassels, joueur de hockey.
  - Stéphane Diagana, athlète français.
  - Raphael Warnock, Pasteur, écrivain et homme politique américain.
- 24 juillet : 
  - Rick Fox, joueur de basket-ball.
  - Jennifer Lopez, actrice et chanteuse américaine.
- 26 juillet : Vadim Brovtsev, homme politique russe et sud-ossète († 14 novembre 2024).
- 27 juillet : 
  - Patrice Autsai Adriko, homme politique de la république démocratique du Congo.
  - Triple H (Paul Michael Levesque), catcheur américain de la division RAW de la WWE.
- 29 juillet : 
  - Marci Ien, journaliste et femme politique canadienne, ministre.
  - Timothy Omundson, acteur américain.
- 30 juillet : 
  - Simon Baker, acteur australien.
  - Yasuhiko Tsuchida, artisan verrier japonais.
- 31 juillet : Anouch Begloian, femme politique arménienne.

## Décès
- 3 juillet : Brian Jones, musicien (The Rolling Stones) britannique.
- 4 juillet : Georges Ronsse, coureur cycliste belge (° 4 mars 1906).
- 5 juillet :
  - Walter Gropius, architecte, designer et urbaniste allemand.
  - Tom Mboya, homme politique kényan (° 15 août 1930).
  - Ben Alexander, acteur américain (° 26 mai 1911).
- 19 juillet : Carl Jörns, coureur cycliste et pilote automobile allemand (° 11 décembre 1875).
- 24 juillet : Witold Gombrowicz, écrivain polonais (° 4 août 1904).
- 25 juillet : Otto Dix, peintre allemand (° 2 décembre 1891).